# 舎那院
舎那院（しゃないん）は、滋賀県長浜市にある真言宗豊山派の寺院。山号は勝軍山。本尊は愛染明王。芙蓉の名所として知られる。

## 歴史
当院は、弘仁5年（814年）に空海によって創建されたという新放生寺の学頭寺として創建された。当初の名称は遮那院である。
その後、平安時代中期になると源義家が前九年の役の際に陸奥国の安倍貞任・宗任兄弟征討の祈願を新放生寺にて執り行った。そして、安倍兄弟を討伐した義家は祈願の功があったとして、延久元年（1069年）に後三条天皇から新放生寺に勝軍山の勅号を賜わり、また同時に天皇の勅願を受けて、石清水八幡宮より祭神を分霊し、神仏習合により新放生寺の境内にその境内社として社が創建された、それが勝軍山新放生寺八幡宮（坂田八幡宮あるいは坂田別宮八幡宮ともいう）で、現在の長浜八幡宮である。新放生寺と八幡宮は合わせて社坊三百あまりを数え、本宮の石清水八幡宮をも凌ぐほどであったといわれる。また、源義家は新放生寺の学頭別当職となっている。
平安時代末期に、兄である源頼朝に追われた源義経は、都落ちして堅田から琵琶湖を渡って源氏にゆかりの深い八幡宮の別当寺である当院に逃れてきた。当時の執事・長善は既に今浜（現・長浜）の地は危険なため、木之本の浄信寺へ急がれるよう進言し義経主従は木之本地蔵院に一泊している。
室町時代には室町幕府第6代将軍足利義教によって新放生寺に三重塔が建立されたり、八幡宮の社殿が修補され、太刀、神馬などが奉納されている。また、天文5年（1536年）には後奈良天皇より寺領三千石を賜わり、小谷城主の浅井氏からも社領、太刀、神馬などが寄進されている。
しかし、元亀年間（1570年 - 1573年）に行われた織田信長と浅井長政との戦いに巻き込まれてしまい、当院を含む新放生寺と八幡宮はほとんど焼失して衰退したが、天正2年（1574年）に長浜城城主として羽柴秀吉が長浜に来ると、秀吉は新放生寺と八幡宮の荒廃を惜しみ、寺社領七十石が寄進され、堂舎、社殿の再建がおこなわれて天正19年（1591年）に新放生寺と八幡宮の社殿は再興された。この史実は長浜曳山祭の起源ともいわれている。
秀吉が再興をはかり新放生寺の塔頭・妙覚院や学頭寺である当院をはじめ二十余坊が新放生寺と八幡宮の周囲に再建され、やがて七十坊となったが、慶長から寛永年間（1596年 - 1645年）には三十余坊、天和年間（1681年 - 1684年）には二十一坊と次第に衰えていった。
当院の本堂は、宝暦4年（1754年）に八幡講が結ばれて資金の調達が図られ、明和7年（1770年）に大工頭・村居九兵衛が工事に着手、文化7年（1810年）に落慶した。完成までに57年の長年月を費したものである。ただその後は次第に荒廃し、当院は現在の観音堂を本堂としていた。
明治時代になると神仏分離によって八幡宮は分離・独立して長浜八幡宮となると、逆に新放生寺とその塔頭六坊は廃寺とされた。しかし、学頭寺であった当院のみは残された。その際に現在当院の本尊となっている愛染明王像や阿弥陀如来像を始め、一山の仏像、宝物、資料等は全て当院に移された。また、名称も舎那院に改められている。
その後は荒廃の一途を辿っていたが、檀信徒一般有縁の浄財によって1942年（昭和17年）に現在の本堂が大修理され整備された。
8月上旬から9月上旬にかけて、ピンクや白色の約300株の芙蓉の花が咲き誇る。9月には酔芙蓉が咲く。
当院の西隣に長浜八幡宮がある。

## 境内
- 本堂 - 大工頭・村居九兵衛の手によって文化7年（1810年）に再建された。1942年（昭和17年）に大修理され整備されている[1]。本堂の左右両面に使われている扉は大修理の際に旧国会議事堂から移設されたものである[5]。かつては愛染堂と呼ばれていた。
- 収蔵庫2棟
- 茶室
- 護摩堂（不動堂） - 室町時代建立。中世の遺構の少ない護摩堂として貴重な古建築[1]。
- 観音堂 - 1942年（昭和17年）までは当院の本堂であった。
- 地蔵堂
- 心字池（放生池）
- 書院
- 庫裡
- 弁天堂
- 太子堂
- 鐘楼 - 大工頭・村居九兵衛の手によって宝暦5年（1755年）に再建された[1][6]。
- 山門

### 旧舎那院茶室「忘筌」
当院には小堀遠州作の茶室「忘筌」があったが、1919年（大正8年）に北海道在住の実業家持田勤也が入手し、札幌市へ移築されて「八窓庵」と呼ばれるようになった。後に「八窓庵（旧舎那院忘筌）」の名で1936年（昭和11年）に重要文化財に指定されている。茶室はその後所有者が変わり、1971年（昭和46年）に札幌市中央区の中島公園に移築された。

## 文化財

### 重要文化財
- 木造愛染明王坐像（彫刻） - 鎌倉時代、本尊。豊臣秀吉の奉献と伝わる。1905年（明治38年）4月4日指定[7]。
- 木造阿弥陀如来坐像（彫刻） - 平安時代、観音堂安置。1905年（明治38年）4月4日指定[7]。
- 絹本著色三月経曼荼羅図（絵画） - 鎌倉時代。1910年（明治43年）4月20日指定[注 1]。

### 滋賀県指定有形文化財
- 護摩堂（建造物） - 室町時代後期。桁行三間、梁間三間、寄棟造、檜皮葺。1983年（昭和58年）3月28日指定[7]。
- 木造薬師如来坐像（彫刻）- 平安時代。像底に元亨三年、修補大勧進東岳院覚如阿闍梨、大仏師法眼実円等の転写修理銘がある。2008年（平成20年）7月23日指定[7]。
- 絹本著色不動明王像（青不動）（絵画） - 室町時代。1982年（昭和57年）3月31日指定[7]。
- 金銅透彫幡 金銅龍頭二頭付 2旒（附：木箱1合）（工芸品） - 永正十四年丁丑卯月廿八日の墨書銘がある。2017年（平成29年）3月23日指定[8]。
- 素文磐 1面（工芸品） - 平安時代。1973年（昭和48年）3月31日指定[7]。

### 長浜市指定有形文化財
- 絹本著色十六羅漢像（絵画） - 室町時代。1968年（昭和43年）12月10日指定[7]。
- 絹本著色愛染明王像（絵画） - 室町時代。1968年（昭和43年）12月10日指定[7]。
- 舎那院文書 1巻（5通）（書籍） - 桃山時代。1974年（昭和49年）3月27日指定[7]。

## 前後の札所
六瓢箪めぐり

## 所在地
- 滋賀県長浜市宮前町13-45

## アクセス
- JR北陸本線 長浜駅より徒歩約15分。